# LHS 292
LHS 292是位于六分仪座中的一颗紅矮星。这颗恒星过于暗淡，因此肉眼无法观察到。想要观测到它需要使用较大的业余天文望远镜。它距离我们的太阳相当近，距离只有大约14.8光年。它是一颗耀星，这意味着它在短时间内亮度可能突然增大，而后又恢复正常亮度。
它的空间速度的三个方向的分量分别为[U, V, W] = [28, −16, −14] km/s。